# Bleke kaartmot
De bleke kaartmot (Agonopterix arenella) is een nachtvlinder uit de familie van de sikkelmotten (Oecophoridae). 
De spanwijdte van de vlinder bedraagt tussen de 19 en 25 millimeter. 

## Levenscyclus
De bleke kaartmot heeft onder andere distel, vederdistel, centaurie, klis en zaagblad als waardplanten. De rups leeft eerst als bladmineerder, later leeft hij in een spinsel onder het blad. De rups is te vinden van mei tot in augustus. De vliegtijd is van halverwege augustus tot in juni. De soort overwintert als imago. 

## Voorkomen
De bleke kaartmot komt verspreid over het Palearctisch gebied voor. De bleke kaartmot is in Nederland en België een algemene soort. 